# Henning Hardt
Henning Hardt (* 10. Mai 1971 in Rendsburg) ist ein ehemaliger deutscher Fußballspieler und Fußballtrainer. Er gehört mit über 300 Spieleinsätzen zu den Rekordspielern von Holstein Kiel.
Henning Hardt war ein Innenverteidiger, der über die in Schleswig-Holstein liegenden Jugendvereine SV Sehestedt, TSV Borgstedt und Büdelsdorfer TSV, Ende der 1980er Jahre den Weg in die A-Jugend von Holstein Kiel fand. Bei Holstein Kiel spielte sich Hardt in die Stammelf der Herrenmannschaft, welche damals in der drittklassigen Oberliga Nord spielte. 1991 folgte der Wechsel zum Hamburger SV. Zu dieser Zeit machte der 1,90 Meter große Hardt eine Lehre als Starkstromelektriker. Er spielte bei den HSV-Amateuren und gehörte ab Winter 1992 zur ersten Mannschaft. Nach zwei Jahren und keinen Profieinsatz in der Bundesliga wechselte Hardt erneut zu Holstein Kiel und spielte dort bis 1995 in der drittklassigen Regionalliga Nord. 1995 wechselte er zum damaligen Drittligisten VfL Hamburg 93, wo er zwei Jahre spielte. 1997 erfolgte der dritte Wechsel zu Holstein Kiel, wo er bis 2005 im Verein verblieb. Zum Ende seiner aktiven Karriere wechselte er 2005 zu seinen ehemaligen Jugendvereinen und spielte für zwei Jahre beim Büdelsdorfer TSV und abschließend für ein Jahr bis zum Sommer 2008 beim SV Sehestedt.